# Afrodacarellus ngorongoroensis
Afrodacarellus ngorongoroensis är en spindeldjursart som beskrevs av Hurlbutt 1974. Afrodacarellus ngorongoroensis ingår i släktet Afrodacarellus och familjen Rhodacaridae. Inga underarter finns listade i Catalogue of Life.